# Anscario
Anscario  è un nome proprio di persona italiano maschile.

## Varianti
- Maschili: Ansgario
  - Ipocoristici: Ario

### Varianti in altre lingue
- Anglosassone: Osgar[1]
- Danese: Asger[1]
- Germanico: Ansigar[1], Ansgar[1]
- Islandese: Ásgeir
- Norreno: Ásgeirr[1]
- Norvegese: Asgeir[1]
- Tedesco: Ansgar[1]

## Origine e diffusione
Deriva dal nome germanico Ansigar, formato dagli elementi ans ("dio") e gar ("lancia"). Si contano anche due nomi imparentati che si formarono parallelamente a questo, il norreno Ásgeirr e l'anglosassone Osgar, dove ans e gar sono sostituiti, rispettivamente, da áss e geirr e da os e gar, di identico significato. Il nome Oscar è forse un derivato di Ásgeirr o di Osgar.
Tutti questi elementi si ritrovano in molti nomi di origine germanica o norrena: ans, áss o os si ritrovano in Anselmo, Ásdís, Åsa, Asbjørn, Astrid, Åsmund, Aslaug e Osvaldo, mentre gar o geirr è comune a Berengario, Edgardo,  Olegario, Roar, Geir, Holger e via dicendo.

## Onomastico
L'onomastico ricorre il 3 febbraio in memoria di sant'Anscario, chiamato anche sant'Oscar, missionario presso i danesi e i norvegesi.

## Persone

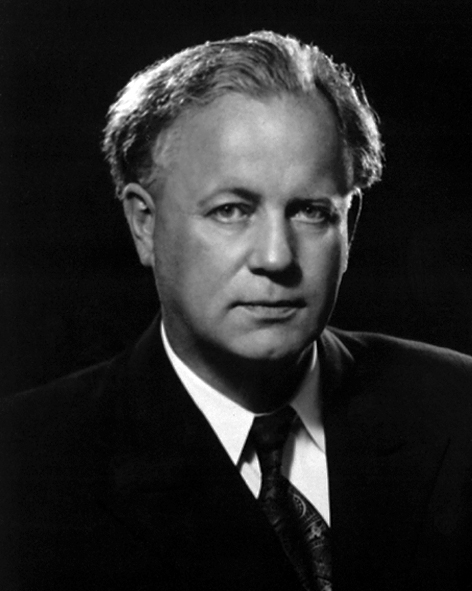
Ásgeir Ásgeirsson

- Anscario I, nobile franco
- Anscario II, conte di Asti

### Variante Ásgeir
- Ásgeir Ásgeirsson, politico islandese
- Ásgeir Gunnar Ásgeirsson, calciatore islandese
- Ásgeir Sigurvinsson, calciatore e allenatore di calcio islandese
- Ásgeir Trausti, cantautore islandese

### Altre varianti
- Ansgar Elde, artista svedese
- Asger Jorn, pittore danese

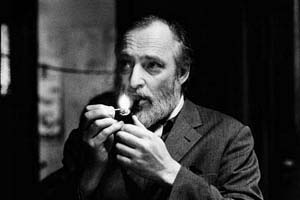
Asger Jorn

- Asgeir Kleppa, calciatore e allenatore di calcio norvegese
- Asger Leth, regista danese